# Mychajło Braszczajko
Mychajło Braszczajko (ur. 14 października 1883, zm. 1969 w Użhorodzie) – doktor praw, dziennikarz, ukraiński działacz polityczny na Rusi Zakarpackiej.
Brat Julija Braszczajki. Studiował prawo na uniwersytetach w Koloszwarze i Wiedniu, uzyskując doktorat praw (1910). Delegat Rusi Zakarpackiej przy rządzie Zachodnioukraińskiej Republiki Ludowej. Po upadku państwowości ZURL poparł przyłączenie do Czechosłowacji. W latach 1920–1939 prowadził praktykę adwokacką w Użhorodzie i Rachowie.
Był wiceprzewodniczącym Ruskiej Partii Włościańskiej. Członek towarzystwa Proswita, redaktor gazet Ukrajinske Słowo (1932-1939) i Russka Niwa.
W październiku 1938 wybrany na posła na Sejm Ukrainy Karpackiej, 15 marca 1939 odczytał deklarację jej niepodległości jako Karpato-Ukrainy. Po wkroczeniu wojsk węgierskich został aresztowany, wypuszczony po kilku miesiącach. Po wcieleniu Rusi Zakarpackiej do ZSRR w 1945, do 1948 praktykował jako adwokat, po zakazie wykonywania zawodu utrzymywał się z pracy dorywczej (tłumaczenia).